# Nicolás Bremec
Nicolás Bremec, vollständiger Name Nicolás Bremec Suárez, (* 17. Dezember 1977 in Barcelona, Spanien) ist ein ehemaliger uruguayischer Fußballspieler.

## Karriere
Der 1,90 Meter große Torhüter Bremec stand zu Beginn seiner Karriere in der Saison 1999 in Reihen der Reservemannschaft (Formativas) von Defensor Sporting. In den Jahren 2000, 2001 und 2002 folgten jeweils Vereinsstationen in Uruguay bei Sud América, dem Danubio FC und bei El Tanque Sisley. Für Sud América stehen dabei 21 Ligaeinsätze für ihn zu Buche. Mitte 2002 wechselte er nach Europa zu Carrarese Calcio. Dort spielte er bis Ende Juni 2005 und setzte seine sportliche Laufbahn auch anschließend in Italien fort. Über US Arezzo, wo er saisonübergreifend in 33 Zweitligapartien eingesetzt wurde, führte ihn sein weiterer Karriereweg in der Saison 2007/08 zu Ascoli Calcio. Nach lediglich drei Saisoneinsätzen in der Liga verpflichtete ihn im August 2008 Foggia Calcio. Während der Spielzeit 2008/09 absolvierte er 33 Ligaspiele. Von Mitte Juli 2009 bis Juli 2012 folgte ein Engagement bei AS Taranto Calcio mit saisonübergreifend 98 Einsätzen in der Serie C und fünf Spielbeteiligungen in der Coppa Italia. Anschließend war bis Ende Januar 2013 die US Grosseto sein Arbeitgeber. Zehnmal lief er beim Klub aus der Toskana in der Serie B und einmal im Pokal auf. Bis zum Ende der Saison 2012/13 wurde er sodann an den Ligakonkurrenten Vicenza Calcio ausgeliehen, für den er weitere 19 Einsätze in der Liga bestritt. Im Juli 2013 schloss er sich US Cremonese an. 18 Drittligaeinsätze in der Spielzeit 2013/14 und zwei Pokalspiele weist seine dortige Einsatzbilanz auf. Mitte Juli 2014 kehrte er zu Vicenza Calcio zurück. 22-mal hütete der das Tor der Venetier in der Saison 2014/15 in der Liga, einmal im Pokal. Ende November 2015 wechselte er zum viertklassigen Klub SSD Pro Sesto. Seit Mitte Januar 2017 spielt er für Lupa Roma. Bis Saisonende wurde er dort in zwölf Drittligapartien eingesetzt.